# Upper Sandusky
Upper Sandusky és una població dels Estats Units a l'estat d'Ohio. Segons el cens del 2000 tenia 6.364 habitants.

## Demografia
Segons el cens del 2000, Upper Sandusky tenia 6.533 habitants, 2.744 habitatges, i 1.682 famílies. La densitat de població era de 481,4 habitants per km².
Dels 2.744 habitatges en un 28,9% hi vivien nens de menys de 18 anys, en un 47,7% hi vivien parelles casades, en un 11,1% dones solteres, i en un 38,7% no eren unitats familiars. En el 33,8% dels habitatges hi vivien persones soles el 15,4% de les quals corresponia a persones de 65 anys o més que vivien soles. El nombre mitjà de persones vivint en cada habitatge era de 2,28 i el nombre mitjà de persones que vivien en cada família era de 2,93.
Per edats la població es repartia de la següent manera: un 23,5% tenia menys de 18 anys, un 8,3% entre 18 i 24, un 26,6% entre 25 i 44, un 21,7% de 45 a 60 i un 19,9% 65 anys o més.
L'edat mediana era de 39 anys. Per cada 100 dones de 18 o més anys hi havia 82,2 homes.
La renda mediana per habitatge era de 35.613 $ i la renda mediana per família de 45.236 $. Els homes tenien una renda mediana de 29.829 $ mentre que les dones 22.526 $. La renda per capita de la població era de 17.484 $. Aproximadament el 2,7% de les famílies i el 4,7% de la població estaven per davall del llindar de pobresa.

## Poblacions més properes
El següent diagrama mostra les poblacions més properes.